# 多宝山镇
多宝山镇，是中华人民共和国黑龙江省黑河市嫩江市下辖的一个乡镇级行政单位。

## 行政区划
多宝山镇下辖以下地区：
矿山村、盘龙山村、双河村、卧都河村、龙山村和先富村。